# دهستان پساکوه
پساکوه، دهستانی از توابع بخش زاوین شهرستان کلات در استان خراسان رضوی ایران به مرکزیت امیرآباد است. این دهستان بر اساس مصوبه هیئت وزیران در تاریخ ۲۵ اسفند ۱۳۶۴ تأسیس شده‌است.

## جمعیت
براساس سرشماری مرکز آمار ایران در سال ۱۳۸۵، جمعیت دهستان پساکوه ۳۶۴۷ نفر (۸۵۵ خانوار) بوده‌است. جمعیت این دهستان در سال ۱۳۹۰ به ۳۳۱۴ نفر رسیده‌است.